# Robin Olsen
Robin Olsen (født 8. januar 1990 i Malmø) er en svensk-dansk målmand, der spiller i den svenske klub Malmö FF.
Han spiller endvidere for det svenske fodboldlandshold.
Han har i perioden fra 2016-18 spillet for den danske klub F.C. København og har tillige spillet i bl.a. græske PAOK FC og italienske Cagliari Calcio.

## Klubkarriere

### Tidlig karriere
Robin Olsen begyndte som syvårig at spille fodbold i den svenske klub Malmö FF. Efter nogle år skiftede han til den mindre BK Olympic, hvor holdet året efter brød ud og blev til FC Malmö.
Han skiftede herefter til Bunkeflo IF, hvor han var reservemålmand på A-holdet og sad på bænken i nogle kampe i 2007-sæsonen, hvor klubben spillede i den næstbedste svenske række Superettan. Bunkeflo ændrede senere navn til IF Limhamn Bunkeflo (LB07) og rykkede ned i den tredjebedste svenske række Division 1, hvor Robin Olsen var førstevalg i målet. Under træning fik han en knæskade, der holdt ham ude for en længere periode. Efter skaden blev han i 2010 udlejet til Bunkeflo FF i division 5. Sæsonen efter gik han til IFK Klagshamn, hvor han som første målmand hjalp til oprykning til Division 1.
Malmö FF
I oktober 2011 skrev Olsen under på en tre-årig kontrakt med Malmö FF, med start fra 2012. Olsen debuterede for Malmö i Allsvenskan den 1. oktober 2012 i en udekamp mod Syrianska FC, hvor førstemålmanden Johan Dahlin var i karantæne. I sæsonen 2013 spillede Olsen 10 kampe. Ved sæsonstart i 2014 blev Johan Dahlin solgt, hvorefter Olsen blev førstemålmand.
I 2014-sæsonen startede Olsen i 29 af de 30 ligakampe og var med til at sikre Malmös andet mesterskab i træk, ligesom han var med til at sikre klubben kvalifikation til gruppespillet i UEFA Champions League 2014-15. Olsen blev hædret som Årets målmand i Allsvenskan. og blev nomineret til Årets målmand ved den svenske Fotbollsgalan.
PAOK
Den 1. juli 2015 blev det offentliggjort, at Robin Olsen skiftede til græske PAOK FC på en fire-årig kontrakt, for en transfersum på knap €650,000.
Olsen fik 11 ligakampe for PAOK i efteråret 2015.
FCK
Den 26. januar 2016 blev det offentliggjort, at den danske klub F.C. København tilknyttede Robin Olsen på en seks måneder lang lejekontrakt. FCK's førstemålmand Stephan Andersen var under forberedelserne til sæsonstart blevet langtidsskadet, hvorfor klubben havde behov for en erstatning.
Robin Olsen stod som målmand i forårssæsonen i Superligaen 2016, og den 24. maj 2016 blev det offentliggjort, at Olsen blev tilknyttet FCK permanent med en fire-årig aftale.
Robin Olsen spillede sine indtil sommeren med rygnummer 31, men fik i sommerpausen tildelt nr. 25.
AS Roma
Den 24. juli 2018 skrev Olsen under på en 5-årig kontrakt med Serie A klubben AS Roma, hvor han fik trøjenummer 1. Den italienske klub oplyste selv, at de betalte FCK et transferbeløb på 63 millioner kroner. Aftalen indeholder et par klausuler, der kan få prisen op på 89 millioner kroner. Som en del af aftalen har FCK også ret til ti procent af fortjenesten, hvis AS Roma sælger Olsen videre.
Robin Olsen stod fast for Roma indtil foråret 2019, hvor han blev sat af til fordel for Antonio Mirante.
Cagliari Calcio
Den 30. august 2019 blev det offentliggjort, at Robin Olsen blev udlejet fra Romas til Serie A-klubben Cagliaria på en et-årig lejeaftale.
Everton F.C.
Efter udløbet af lejeaftalen i Cagliari blev indgået en etårig lejeaftale med Everton FC, hvor han fik debut den 1. november 2020.
Sheffield United
Efter opholdet i Everton skiftede Olsen den 31. august 2021 til Championship-klubben Sheffield United.

## Landsholdskarriere
Robin Olsen havde mulighed for at spille for både det danske og det svenske fodboldlandshold, men har valgt at spille for det svenske landshold.
Han debuterede for Sverige den 15. januar 2015 i en venskabskamp mod Elfenbenskysten.
Han blev udtaget til EM i 2016, hvor han dog ikke opnåede spilletid. Da Andreas Isaksson efter slutrunden trak sig, blev Olsen fast mand på landsholdet.
Robin Olsen deltog ved VM 2018 i Rusland, hvor det svenske landshold nåede frem til kvartfinalen, hvor de tabte 2-0 mod England. Olsen havde kampen inden England kun lukket 2 mål ind.